# Котешур
Котешу́р (рос. Котешур) — присілок в Дебьоському районі Удмуртії, Росія.

## Населення
Населення — 32 особи (2010; 47 в 2002).
Національний склад станом на 2002 рік:
- удмурти — 83 %

## Урбаноніми[3]
- вулиці — Зарічна, Ключова